# Юридический адрес
Юриди́ческий а́дрес — официальный адрес юридического лица. Как правило, он является частью публичного реестра и требуется в большинстве стран, где зарегистрировано юридическое лицо.
В международном праве используется несколько теорий, из которых наиболее распространенные: 1) Теория государственной регистрации (инкорпорация) — правовые отношения компании регулируются законами и нормативными актами страны, в которой компания зарегистрирована. 2) Теория истинного местонахождения — страна, в которой учреждена компания, должна совпадать со страной, в которой находится компания, или местом, из которого компания фактически управляется.
В юридической литературе упоминаются различные исследования, которые показали, что теория истинного местонахождения действует в Бельгии, Австрии, Словении, Румынии и Испании, а теория инкорпорации — в Швеции, Финляндии, Эстонии, Литве, Латвии, Великобритании, Ирландии, Нидерландах, Дании, Чехии, Словакии, Венгрии, Болгарии, Хорватии, Кипре и на Мальте.
Согласно Латвийскому университету, с точки зрения общественных интересов юридический адрес коммерсанта не обязательно должен совпадать с государственным местонахождением или местом, с которого фактически осуществляется управление продавцом.

## Европейский союз
В Положении Договора о работе Европейского Союза оговаривается, что агентствам, филиалам или дочерним компаниям разрешается вести хозяйственную деятельность в государствах-членах ЕС, если они учреждены в соответствии с законодательством любого государства-члена ЕС и юридический адрес зарегистрирован в одной из стран-членов ЕС.

## Россия
В России юридический адрес — термин, укоренившийся в деловом обиходе, однако не определённый в законодательстве.
В обиходе часто употребляется как синоним почтового адреса (места нахождения) постоянно действующего исполнительного органа юридического лица, по которому с таким лицом осуществляется связь. Аналоги словосочетания (термина) «юридический адрес» в праве других государств неизвестны.
Однако согласно Федеральному Закону Российской Федерации от 08.08.2001 № 129-ФЗ «О государственной регистрации юридических лиц и индивидуальных предпринимателей», а именно гл. 3, ст. 8, п. 2 юридическое лицо, в дальнейшем организация обязана находиться по адресу регистрации, что осложняет использование просто почтового адреса, так как ФНС проводит проверку после регистрации юридического лица на факт нахождения по адресу регистрации, по «юридическому адресу», согласно данным представленных в регистрирующий орган и отображенных в едином реестре юридических лиц (ЕГРЮЛ). По итогу которой составляется протокол, о факте нахождения или отсутствия юридического лица, при выявления нарушений проводятся налоговые мероприятия для прекращения финансово-хозяйственной деятельности данного юридического лица по всем направлениям.

### Право
Действующее законодательство России не содержит определения понятия (словосочетания) «юридический адрес», тем не менее, этот термин укрепился в деловой речи и даже присутствует иногда в официальных документах.
Сомнительность термина «юридический адрес» вытекает, как минимум, из двух оснований:
- Любое лицо как субъект права не может иметь адреса; адрес может иметь лишь объект права, причём лишь такой объект права, как недвижимое имущество.

В обывательском обиходе упоминается не только «адрес юридического лица», но также и «адрес физического лица». Это в равной степени некорректное применение термина «адрес». Физическое лицо, как и юридическое, не имеет адреса. Оно имеет место жительства (пребывания, нахождения), которое, в свою очередь, может иметь адрес.
- Юридическое лицо, в силу своего абстрактного существа, вообще не может иметь такого места нахождения, которое имело бы адрес. Оно существует в неограниченном пространстве. Юридическое лицо может иметь конкретное имущество, которое может иметь определённый адрес (недвижимое имущество), либо находиться в конкретный момент времени по определённому адресу. Однако, будучи субъектом, а не объектом права, оно не только не может иметь адрес, но даже не может иметь адрес своего места нахождения.

Гражданское законодательство Российской Федерации вводит условное понятие места нахождения юридического лица. Таким местом нахождения согласно ст. 54 ГК РФ является место государственной регистрации юридического лица. При этом государственная регистрация юридического лица осуществляется по месту нахождения постоянно действующего исполнительного органа этого лица, а в случае отсутствия постоянно действующего исполнительного органа — иного органа или лица, имеющих право действовать от имени юридического лица без доверенности.
Термин «адрес» при этом не используется. Законодатель умышленно вводит условное понятие место нахождения юридического лица, условно определяемое лишь местом его государственной регистрации, но не связываемое с конкретным адресом.

### Фактический и юридический адрес
Термин «фактический адрес», также часто используемый в обиходе, наряду с термином «юридический адрес», не является правовым термином. У юридического лица не может быть адреса, а тем более двух: «юридического» и «фактического». В Едином государственном реестре юридических лиц (ЕГРЮЛ) существует запись об адресе места нахождения постоянно действующего исполнительного органа юридического лица (например, директора), по которому с ним осуществляется связь. Никаких иных «адресов» в ЕГРЮЛ не существует.
Между тем, согласно Федеральному закону от 8 августа 2001 года N 129-ФЗ «О государственной регистрации юридических лиц и индивидуальных предпринимателей», в случае изменения сведений о юридическом лице, включенном в ЕГРЮЛ, такое лицо обязано в течение трёх рабочих дней сообщить об этом регистрирующему органу в установленном порядке для внесения соответствующих изменений в ЕГРЮЛ. Это, в частности, касается и сведений об адресе места нахождения постоянно действующего исполнительного органа юридического лица. Таким образом, если даже понимать под юридическим адресом адрес места нахождения постоянно действующего исполнительного органа юридического лица, то расхождение такого адреса с фактическим адресом места нахождения этого органа не может продолжаться во времени более трёх рабочих дней. Нарушение этого порядка влечёт привлечение к ответственности, предусмотренной ст. 14.25 КоАП РФ.

### Фиктивные юридические адреса
Некоторые фирмы предоставляют юридические адреса для регистрации организаций без фактического размещения офиса. Такие адреса часто называют «рисованными» юридическими адресами — когда у арендатора нет ни доступа к помещению, ни официального договора аренды. Использование подобных адресов может привести к отказу в регистрации или постановке на налоговый учёт. .